# Cadastro de Pessoas Físicas
O Cadastro de Pessoa Física (abreviado CPF ou CPF-MF, substituto do Cartão de Identificação do Contribuinte abreviado CIC) é o registro de contribuintes mantido pela Receita Federal do Brasil no qual podem se inscrever, uma única vez, quaisquer pessoas naturais, independentemente de idade ou nacionalidade, inclusive falecidas. Cada inscrito é unicamente identificado por um número de inscrição no CPF composto por 11 dígitos decimais, pessoal e intransferível durante toda a vida, jamais muda senão por decisão judicial.

## Histórico

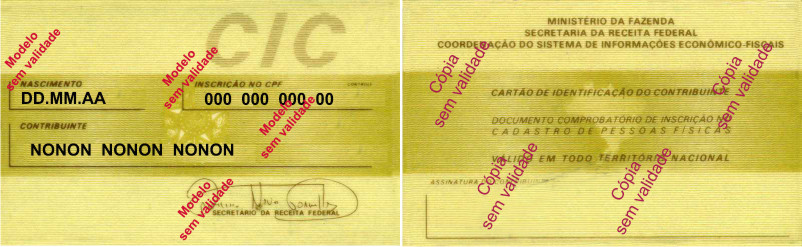
Espécime (frente e verso) de CIC

Por meio da Lei 4.862 de 29 de novembro de 1965, foi instituído o Registro das Pessoas Físicas para que a administração tributária nacional pudesse coletar as informações das Pessoas Físicas que eram obrigadas a apresentar a declaração de rendimentos e bens. Em 1968, pelo Decreto-Lei 401, de 30 de dezembro de 1968, esse Registro das Pessoas Físicas foi transformado no cadastro de pessoas físicas.
O contribuinte que apresentou Declaração de Rendimentos do exercício de 1969 (ano-calendário de 1968), recebeu, da Receita Federal, no início de 1970, juntamente com o Manual de Orientação e formulários, duas vias do cartão de identificação do contribuinte (CIC), emitidas eletronicamente e com prazo de validade. A Declaração de Rendimentos do IRPF passou a ter um campo para indicação do número de inscrição no cadastro das pessoas físicas. [carece de fontes?]
Com o passar do tempo, o CPF ultrapassou os limites do imposto de renda e tornou-se um documento de suma importância no cotidiano do brasileiro pelo fato de a identidade no Brasil ser atribuída de forma descentralizada pela União, pelos Estados e pelo Distrito Federal, sendo tal cadastro um importante complemento por ter unicidade a nível nacional e por ser até recentemente o único cadastro nacional a conter os dados de brasileiros natos, naturalizados e estrangeiros residentes no país.
A partir de 1º de dezembro de 2015, o CPF passou a ser emitido juntamente com a certidão de nascimento para evitar fraudes e problemas causados por homônimos. Para tanto, os cartórios de registro civil informam os dados do recém-nascido ou da pessoa a ser registrada por um sistema on-line e, imediatamente, o número do CPF será repassado e impresso na certidão.
A Lei nº 14.534, de 11 de janeiro de 2023, determinou que o CPF passou a ser o único número de identificação presente em documentos oficiais, vigorando a partir de 2024.

### Consulta
A consulta pelo CPF tem por objetivo identificar a situação do Cadastro de Pessoa Física. Este tipo de consulta é feita junto ao site oficial da Receita Federal e tem por objetivo, verificar se o titular do CPF esta em situação Regular ou se de alguma forma seu CPF tem pendências relacionadas à Receita Federal, como por exemplo ausência de Declaração do Imposto de Renda. Para isso, é necessário informar, além do número de inscrição, a data de nascimento e confirmar digitando corretamente o CAPTCHA que aparecer na tela.

## Comprovante de inscrição
Até junho de 2011, a Receita Federal emitia o cartão do CPF, em formato plástico, sem foto, para fins de comprovação de inscrição no CPF. A perda do cartão não enseja mudança de número de inscrição.
Conforme a legislação atual, a comprovação da inscrição no CPF poderá ser feita mediante a menção do número do CPF nos documentos de identidade, na carteira nacional de habilitação, na certidão de nascimento, na carteira de trabalho, na carteira de identidade profissional, nas carteiras profissionais emitidas por órgãos públicos.
Além disso, o "Comprovante de Inscrição no CPF" impresso a partir do sítio da RFB, emitido por entidade conveniada ou acessado pelo aplicativo "APP Pessoa Física" e o cartão CPF também são válidos, desde que acompanhados de documento de identificação do titular.

## Obrigatoriedade de inscrição
Estão obrigadas a inscrever-se no CPF as pessoas físicas que:
- residam no Brasil e integrem o polo passivo de relação tributária principal ou acessória, seja na condição de contribuinte ou responsável, bem como os respectivos representantes legais;
- praticarem operações imobiliárias de quaisquer espécies no Brasil;
- possuírem, no Brasil, contas bancárias, de poupança ou de investimentos, ou operarem no mercado financeiro ou de capitais no país;
- operarem no mercado financeiro ou de capitais no Brasil, inclusive em bolsas de valores, de mercadorias, de futuros e assemelhados;
- possuírem, no Brasil, bens e direitos sujeitos a registro público ou cadastro específico, incluídos imóveis, veículos, embarcações, aeronaves, instrumentos financeiros e participações societárias ou no mercado de capitais;
- sendo maiores de 14 anos, constem como dependentes em Declaração de IRPF;
- por exigência de órgãos ou entidades da administração pública federal, estadual, distrital ou municipal, nos termos da legislação própria afeta aos negócios desses órgãos e entidades; ou
- tenham requerido benefícios de qualquer espécie no INSS.

Mesmo as pessoas desobrigadas a inscreverem-se podem fazê-lo voluntariamente.

## Situação cadastral
O CPF poderá assumir as seguintes situações cadastrais:
- Regular, quando não houver inconsistência cadastral[11] e não constar omissão de DIRPF;
- Pendente de regularização, quando houver omissão de DIRPF;
- Suspensa, quando houver inconsistência cadastral;
- Cancelada por multiplicidade, quando houver mais de uma inscrição no CPF para a mesma pessoa;
- Cancelada por óbito sem espólio;
- Cancelada por encerramento de espólio; ou
- Nula, nos casos em que for constatada fraude.

O cancelamento da inscrição no CPF ocorre a pedido ou de ofício. A simples falta de entrega de DIRPF não enseja o cancelamento do CPF.[carece de fontes?]

### Consultar a situação cadastral
Sabe-se que hoje em dia, devido à globalização e à melhor forma de utilizar a internet, muitas pessoas podem fazer vários serviços sem sair de casa. E isto é excelente tendo em vista que muitas pessoas não podem sair de casa, ou outras que, com os afazeres do dia a dia, não possuem tempo sobrando para tal.
Em alguns sites na internet, inclusive no próprio site da receita federal, é possível solicitar a sua situação cadastral, conferir se está tudo correto ou mesmo regularizar o seu cadastro. Em outros casos é possível consultar a sua situação em órgãos de proteção ao crédito famosos, que frequentemente tornam inaptos CPFs de pessoas devedoras. É importante estar sempre de olho no seu CPF e quando possível consultar a situação cadastral para evitar dores de cabeça.

## Número de inscrição
O número de inscrição no CPF é composto de onze dígitos decimais, sendo os oito primeiros aleatoriamente designados no momento da inscrição. Já o nono (antepenúltimo) dígito indica a região fiscal responsável pela inscrição. Por fim, o décimo e o décimo-primeiro são dígitos verificadores calculados de acordo com um algoritmo definido pela Receita Federal e publicamente conhecido.
No caso da 10.ª Região Fiscal, o algarismo zero é utilizado como nono dígito. As regiões fiscais são estas:
- 1.ª: DF, GO, MT, MS e TO;
- 2.ª: AC, AP, AM, PA, RO e RR;
- 3.ª: CE, MA e PI;
- 4.ª: AL, PB, PE e RN;
- 5.ª: BA e SE;
- 6.ª: MG;
- 7.ª: ES e RJ;
- 8.ª: SP;
- 9.ª: PR e SC;
- 10.ª: RS.

### Formato
Formata-se o número de inscrição no CPF da seguinte maneira: os nove primeiros dígitos são agrupados em três grupos de três dígitos separados por um ponto, seguidos de um hífen e dos dois últimos dígitos.
Assim, o CPF de número 12345678909 é formatado como 123.456.789-09.

### Dígitos verificadores
Os dígitos verificadores são calculados através de um algoritmo que soma o produto de cada dígito que compõe o CPF por um peso e calcula o resto da divisão dessa soma por 11. Pela característica, esse algoritmo é conhecido como "módulo 11".
Por 11 ser um número primo, o dígito de verificação produzido por esse algoritmo tem a capacidade de identificar erros tanto na substituição de dígitos, quanto na transposição deles. Porém, como resultado, o dígito verificador calculado pode eventualmente ser igual a 10 (dez). Embora usualmente opte-se por considerar o número que produziu o 10 como inválido ou substituir o 10 pela letra "X" na representação do dígito verificador, por determinação da Receita Federal, estabeleceu-se que o número 10 fosse substituído pelo dígito 0 (zero), o que, a princípio, introduz uma falha na verificação do algoritmo. Contudo, para minimizar o erro gerado por essa substituição, dois dígitos verificadores são necessários para compor um CPF, sendo que o segundo dígito utiliza o primeiro como parte de seu cálculo.

#### Cálculo do dígito verificador
Seja D um número de CPF qualquer representado pelos nove primeiros dígitos, visitados da direita para a esquerda, na forma:
{\displaystyle D=\left(d_{0},d_{1},d_{2},\dots ,d_{n-1}\right)}
onde di representa o dígito do CPF na posição i e d0 representa a posição mais a direita deste CPF. Ou seja, o CPF 123.456.789 é representado por D = (9, 8, 7, 6, 5, 4, 3, 2, 1).
Dadas tais condições, os dígitos verificadores v1 e v2 podem ser calculados pelas expressões: [carece de fontes?]
{\displaystyle v_{1}=\left[\left(\sum _{i=0}^{n-1}d_{i}\times \left[9-\left(i{\text{ mod }}10\right)\right]\right){\text{ mod }}11\right]{\text{ mod }}10}
{\displaystyle v_{2}=\left\{\left[\left(\sum _{i=0}^{n-1}d_{i}\times \left\{9-\left[\left(i+1\right){\text{ mod }}10\right]\right\}\right)+\left(v_{1}\times 9\right)\right]{\text{ mod }}11\right\}{\text{ mod }}10}
Nessas expressões, o dígito verificador é o resultado obtido pelo resto da divisão por 10. Isso garante que o dígito verificador esteja sempre no intervalo entre 0 e 9.
Devido às características do cálculo, diversos algoritmos e expressões diferentes podem ser utilizados para calcular os mesmos dígitos verificadores para o CPF. Alguns deles, inclusive, podem ser utilizados para calcular o dígito verificador do CNPJ, visto que ambos fazem uso do mesmo cálculo sobre um número diferente de dígitos. Curiosamente, mesmo com equação de certa complexidade, o CPF 012.345.678-90 é um CPF matematicamente válido.

#### Algoritmo
A computação das expressões acima para o cálculo do dígito verificador podem ser escritas de forma algorítmica tendo como base o seguinte pseudocódigo:
```
variáveis

  cpf: vetor[0..8] de Inteiro;
  v1, v2: Inteiro;

início
```

1. popula a variável 'cpf' de forma inversa (o menor índice deve conter o dígito mais à direita do CPF)

```
  
para
 i := 0 
até
 tamanho(cpf)-1 
faça

    v1 := v1 + cpf[i] * (9 - (i mod 10));
    v2 := v2 + cpf[i] * (9 - ((i + 1) mod 10));
  
fim-para

  v1 := (v1 mod 11) mod 10;
  v2 := v2 + v1 * 9;
  v2 := (v2 mod 11) mod 10;
```

```
  
escreva
(v1);
  
escreva
(v2);

fim.
```

## e-CPF
e-CPF é o Cadastro de Pessoa Física CPF digital, que garante a autenticidade e a integridade na comunicação eletrônica entre pessoas físicas e a Receita Federal no Brasil.[carece de fontes?]
O documento funciona vinculado ao CPF (mesmo número do contribuinte). O e-CPF serve, entre outras aplicações, para entregar declarações de renda e demais documentos eletrônicos com aposição de assinatura digital. Além disso, está sendo difundido seu uso na assinatura digital de contratos de câmbio e, futuramente, em outros contratos bancários.[carece de fontes?]
O e-CPF é fornecido na forma um cartão de tecnologia Smart card, de tamanho regular, como um token conectado diretamente na porta USB de um computador, de aparência semelhante a de um pendrive, ou ainda simplesmente fornecido como um arquivo de computador do tipo PFX para ser importado no PC dentro da carteira de Certificados Digitais. Sua certificação pode ter duração de um ano ou de três anos, podendo ser renovado.[carece de fontes?]